# 12.º Regimiento de Marines
El 12.º Regimiento de Marines es un regimiento de artillería del Cuerpo de Marines de los Estados Unidos acuartelado en la Base del Cuerpo de Marines de Camp Smedley D. Butler, Okinawa, Japón. Con el sobrenombre de "Thunder and Steel" (en castellano: Trueno y Acero) el regimiento está bajo el mando de la 3.ª División de Marines.

## Misión
Proporcionar apoyo de fuego de artillería cercano y continuo para neutralizar, destruir o suprimir blancos que amenacen el éxito de las unidades apoyadas.

## Unidades subordinadas
El regimiento está compuesto de dos batallones de artillería y una batería cuartel general:
- 12.ª Batería de Cuartel General del Regimiento
- 1.er Batallón 12.º Regimiento
- 3.er Batallón 12.º Regimiento

## Historia
Activada el 4 de octubre de 1927 en Tientsin, China y asignado a la 3.ª Brigada de Marines.

### Segunda Guerra Mundial
El regimiento fue reactivado el 1 de septiembre de 1942 en San Diego, California, como el 12.º Regimiento de Marines y asignado a la 3.ª División de Marines. En octubre de 1942 fue enviado a Camp Dunlap, California. En marzo de 1943 fue desplegado en Auckland (Nueva Zelanda) y en julio de ese mismo año enviado a Guadalcanal.
El regimiento participó en las siguientes campañas de la Segunda Guerra Mundial:
- Campaña de Bougainville
- Islas Salomón del Norte
- Batalla de Guam
- Batalla de Iwo Jima

Después de la guerra, en diciembre de 1945, el 12.º Regimiento de Marines fue enviado a Camp Pendleton, California.

### Post Segunda Guerra Mundial
Reactivado el 17 de marzo de 1952 en Camp Pendleton, California, y asignado a la 3.ª División de Marines fue desplegado durante agosto de 1953 a Camp McNair, Japón. Redesplegado durante febrero de 1956 a Okinawa. Redesplegado entre marzo y julio de 1965 a la República de Vietnam.
Participó en la Guerra de Vietnam entre mayo de 1965 y noviembre de 1969, operando desde:
- Đà Nẵng
- Phú Bài
- Chu Lai
- Huế
- Dong Ha

Redesplegado entre agosto y noviembre de 1969 a Camp Hansen, Okinawa.
Trasladado durante agosto de 1971 a Camp Hauge, Okinawa. Elementos del regimiento participaron entre abril y junio de 1975 en las Evacuaciones del Sureste de Asia. En mayo de 1975 elementos del regimiento también participaron en el rescate del SS Mayaguez. Durante agosto de 1976 se cambiaron al Camp Zukeran, Okinawa. Posteriormente durante marzo de 1980 al Camp Zukeran se le cambió el nombre a Camp Foster.
Elementos del regimiento participaron en la Guerra del Golfo, entre septiembre de 1990 y abril de 1991. En julio de 1998 se trasladaron a Camp Hansen, Okinawa.

### Guerra Global contra el Terrorismo

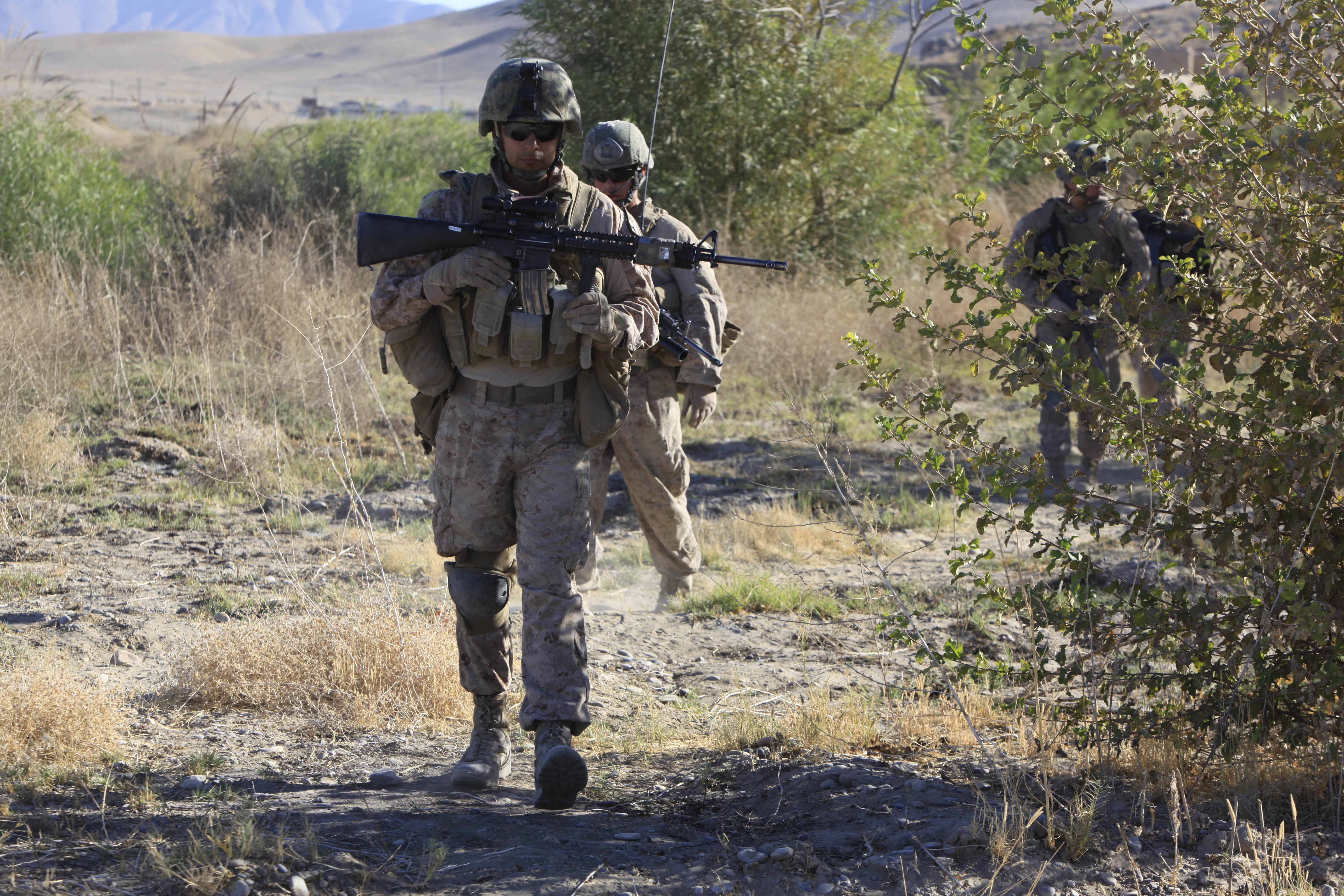
3.er Batallón 12.º Regimiento de Marines en patrulla en el Distrito de Kajaki.